# مانور مولر
مانور مولر (انگلیسی: Müller's maneuver) روشی است که در پزشکی برای تشخیص برخی از انواع وزوز گوش و سایر مشکلات پزشکی استفاده می‌شود.
پس از یک بازدم عمیق، تلاش برای انجام یک دَمِ عمیق با دهان و بینی بسته انجام می‌شود که به موجب آن فشار منفی در قفسه سینه و ریه‌ها به مقدار زیادی به زیر فشار اتمسفری افت می‌کند. این کار، نوعی مانور والسالوا معکوس است. این تکنیک برای جستجوی بخش‌های روی‌هم‌خوابیدهٔ راه‌های هوایی مانند نای و راه‌های هوایی فوقانی طراحی شده است. در این مانور، بیمار با دهان بسته و سوراخ‌های بینی بسته اقدام به استنشاق می‌کند که منجر به کلاپس (روی‌هم‌خوابیدگی) دیوارهٔ راه‌های هوایی می‌شود. از اینکار برای تشخیص علت وقفه تنفسی در خواب استفاده می‌شود. در بخش اورژانس و آی‌سی‌یوی بیمارستان‌ها از این روش ممکن است برای پایان دادن به تاکی‌کاردی فوق بطنی استفاده شود.